# Kurfürstliches Schloss (Koblenz)

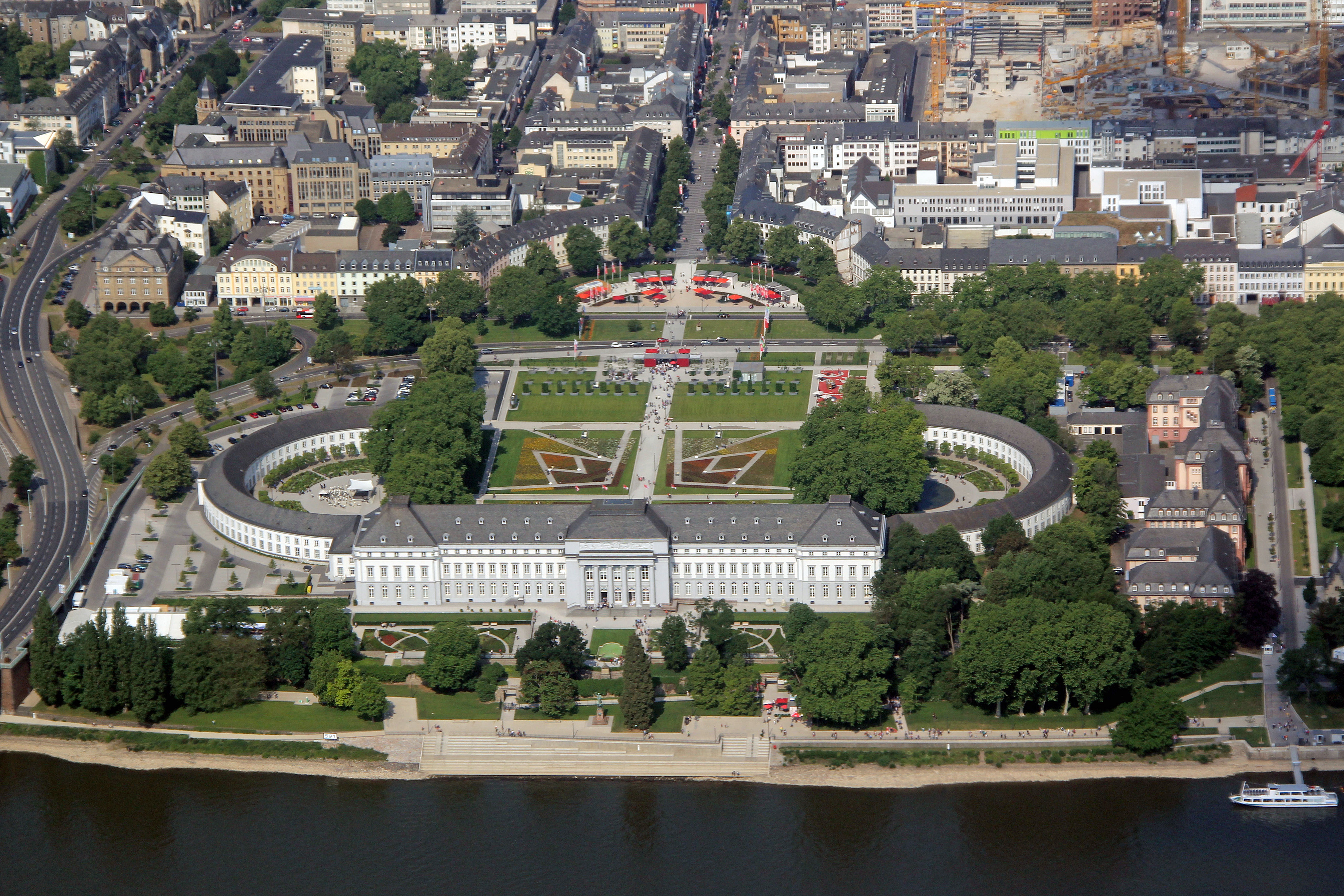
Luftbild der Schlossanlage während der Bundesgartenschau 2011

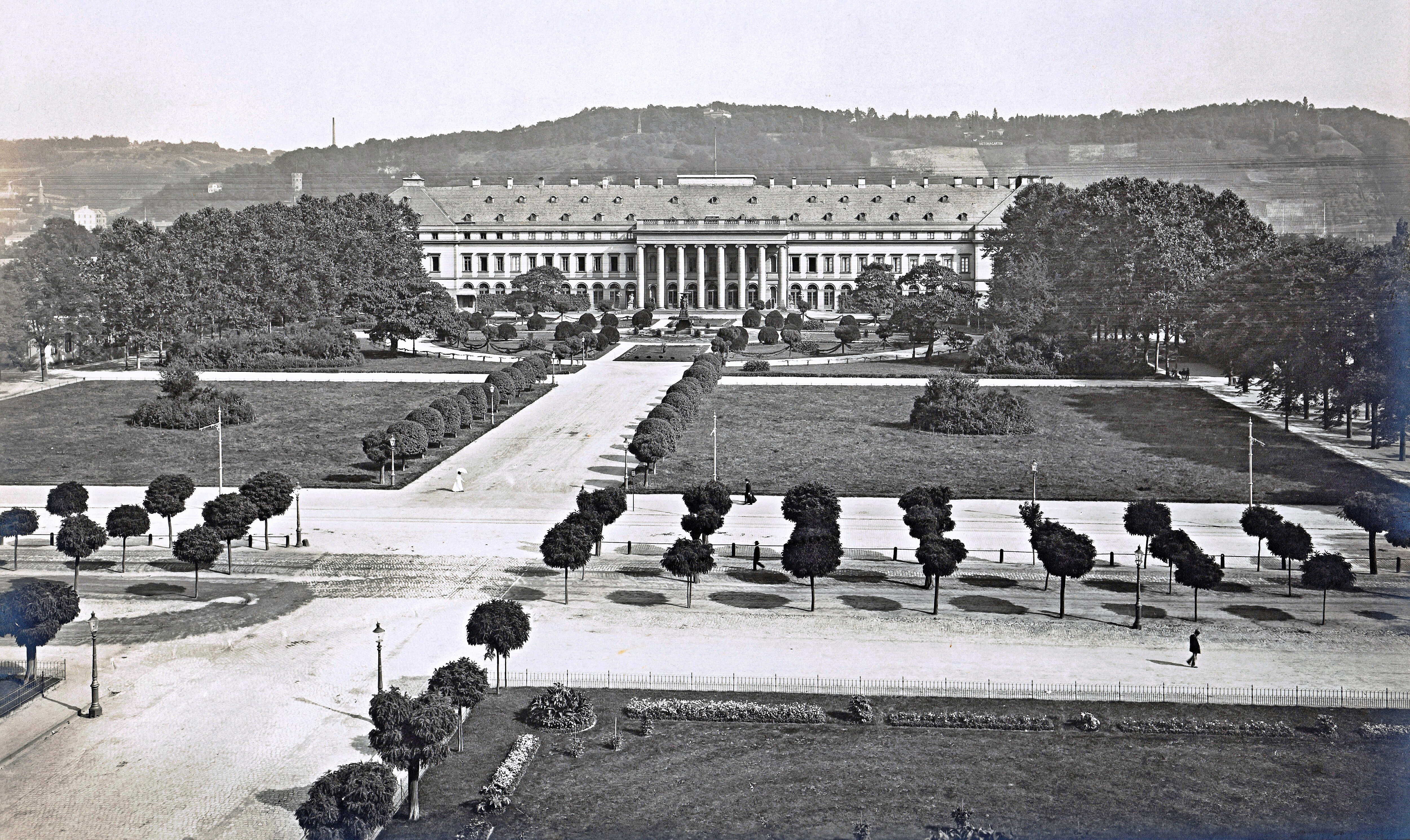
Die Stadtseite um 1900

Das Kurfürstliche Schloss in Koblenz war die Residenz des letzten Erzbischofs und Kurfürsten von Trier, Clemens Wenzeslaus von Sachsen, der es Ende des 18. Jahrhunderts erbauen ließ. Später residierte hier für einige Jahre der preußische Thronfolger und spätere Kaiser Wilhelm I. als rheinisch-westfälischer Militärgouverneur.
Heute ist das Schloss Sitz verschiedener Bundesbehörden. Es gehört zu den bedeutendsten Schlossbauten des französischen Frühklassizismus in Südwestdeutschland und ist neben dem Schloss Wilhelmshöhe in Kassel und dem Fürstbischöflichen Schloss in Münster eines der letzten Residenzschlösser, die unmittelbar vor der Französischen Revolution in Deutschland gebaut wurden.

## Geschichte

### Die Erbauung

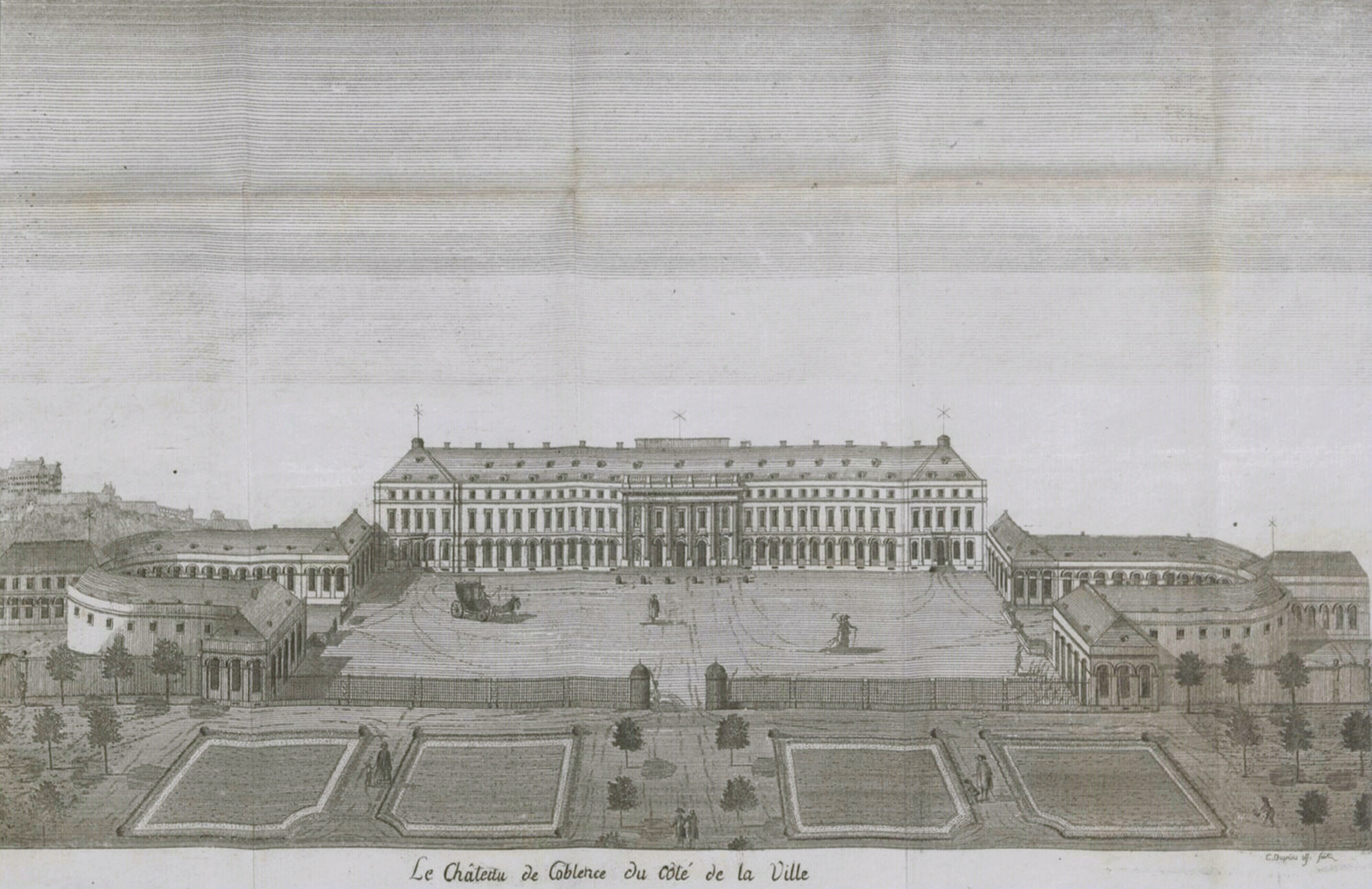
Stadtansicht des Kurfürstlichen Schlosses 1789

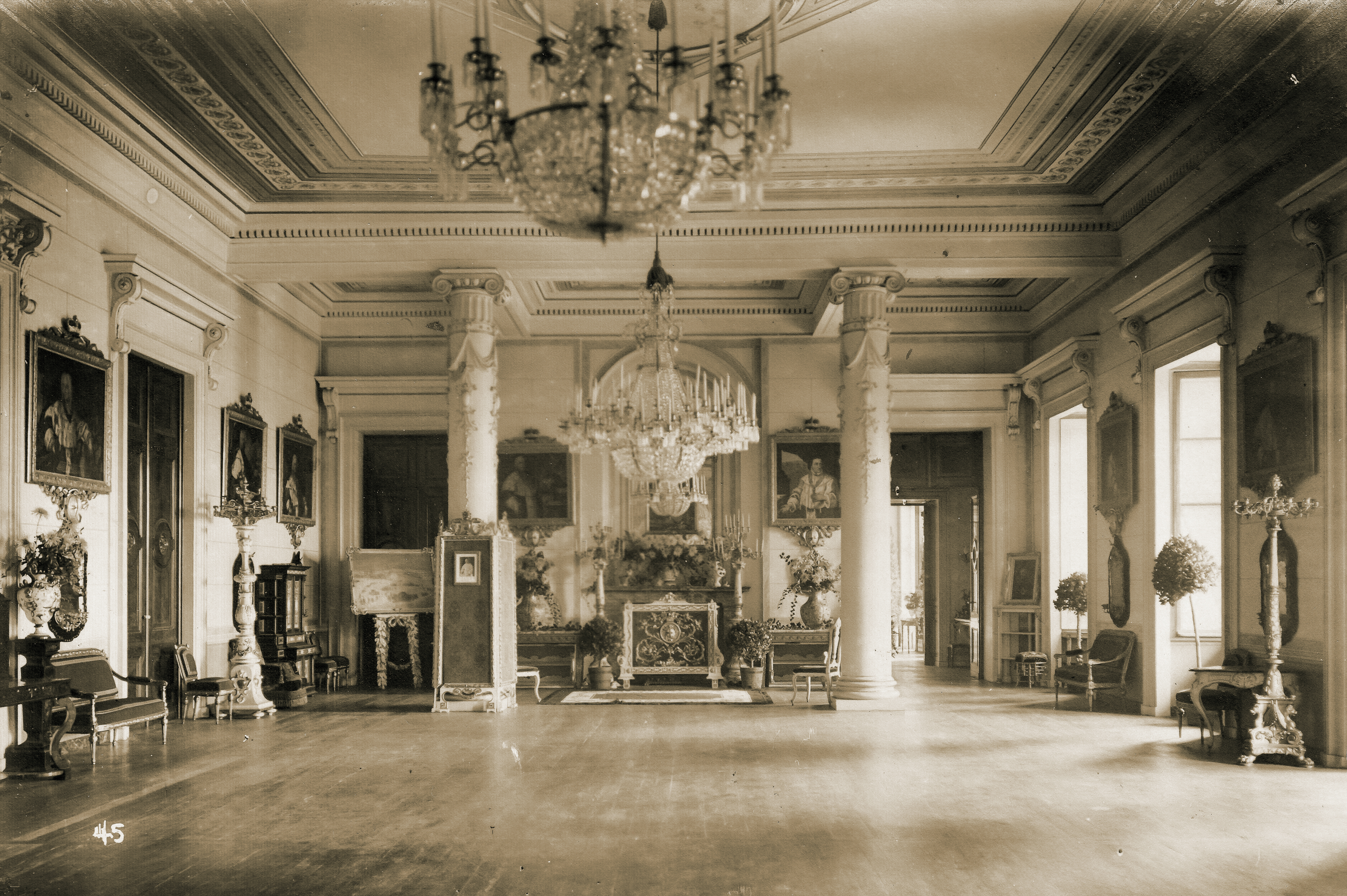
Kurfürstensaal im Kurfürstlichen Schloss, 1920

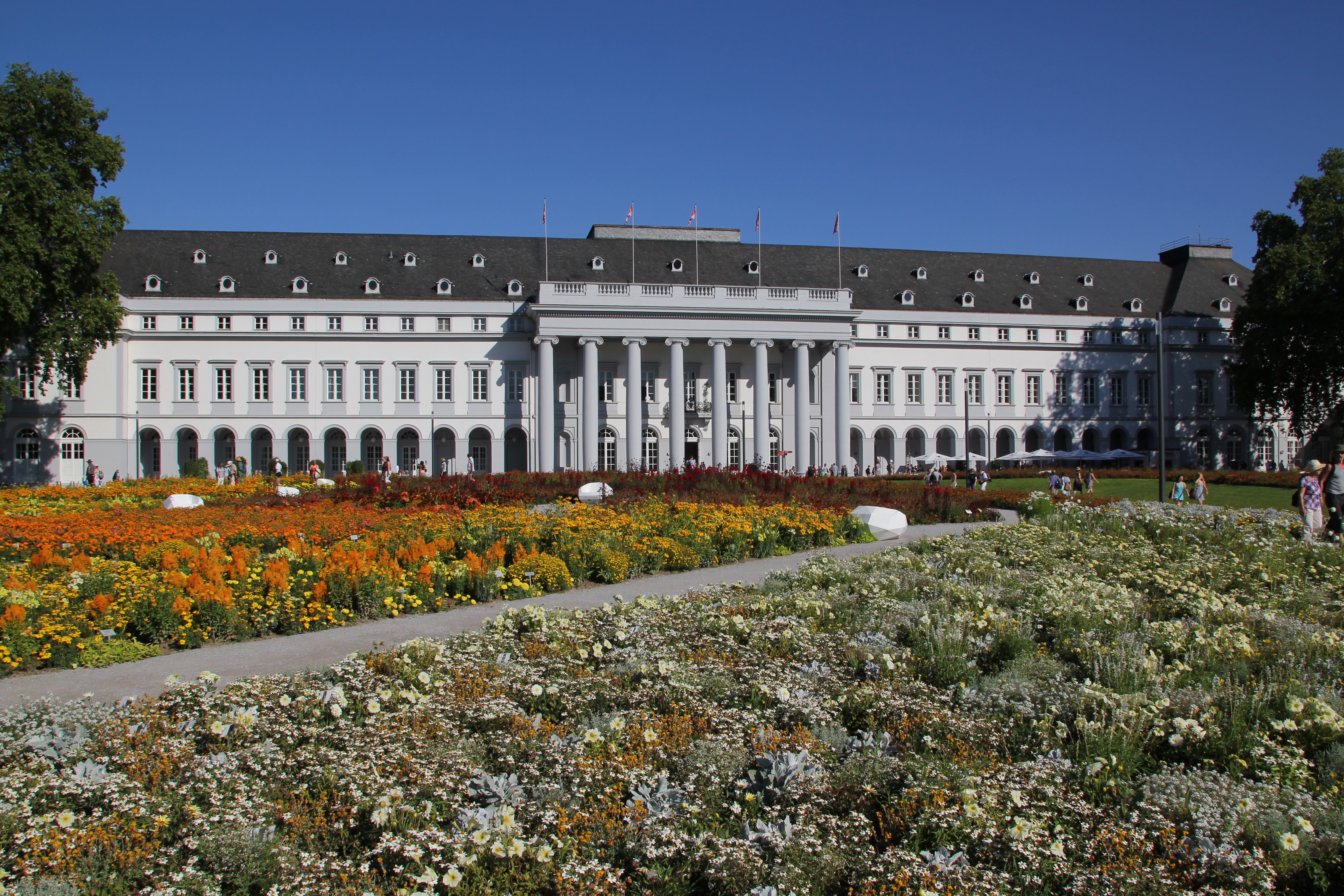
Frontansicht des Kurfürstlichen Schlosses

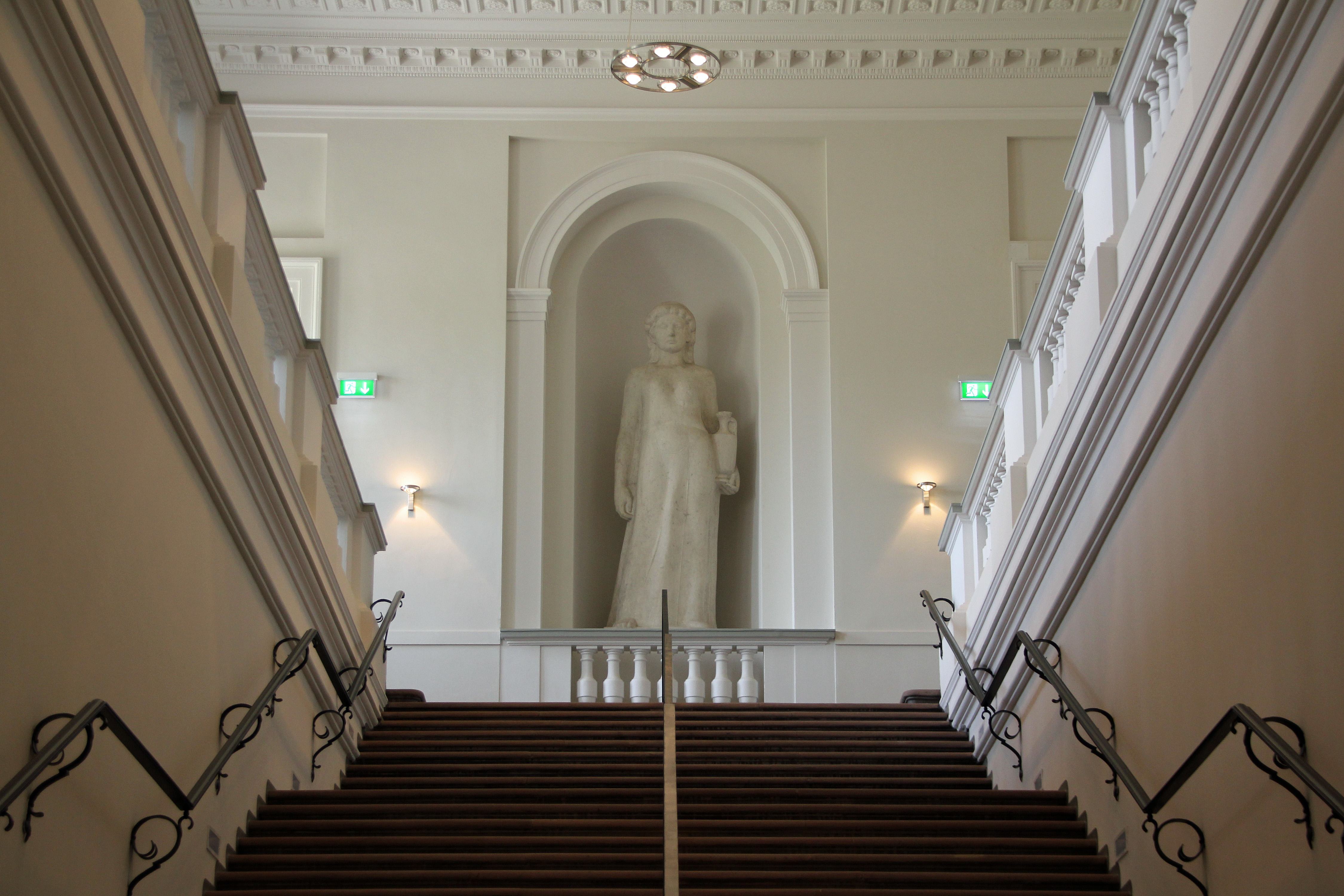
Treppenaufgang im Schloss

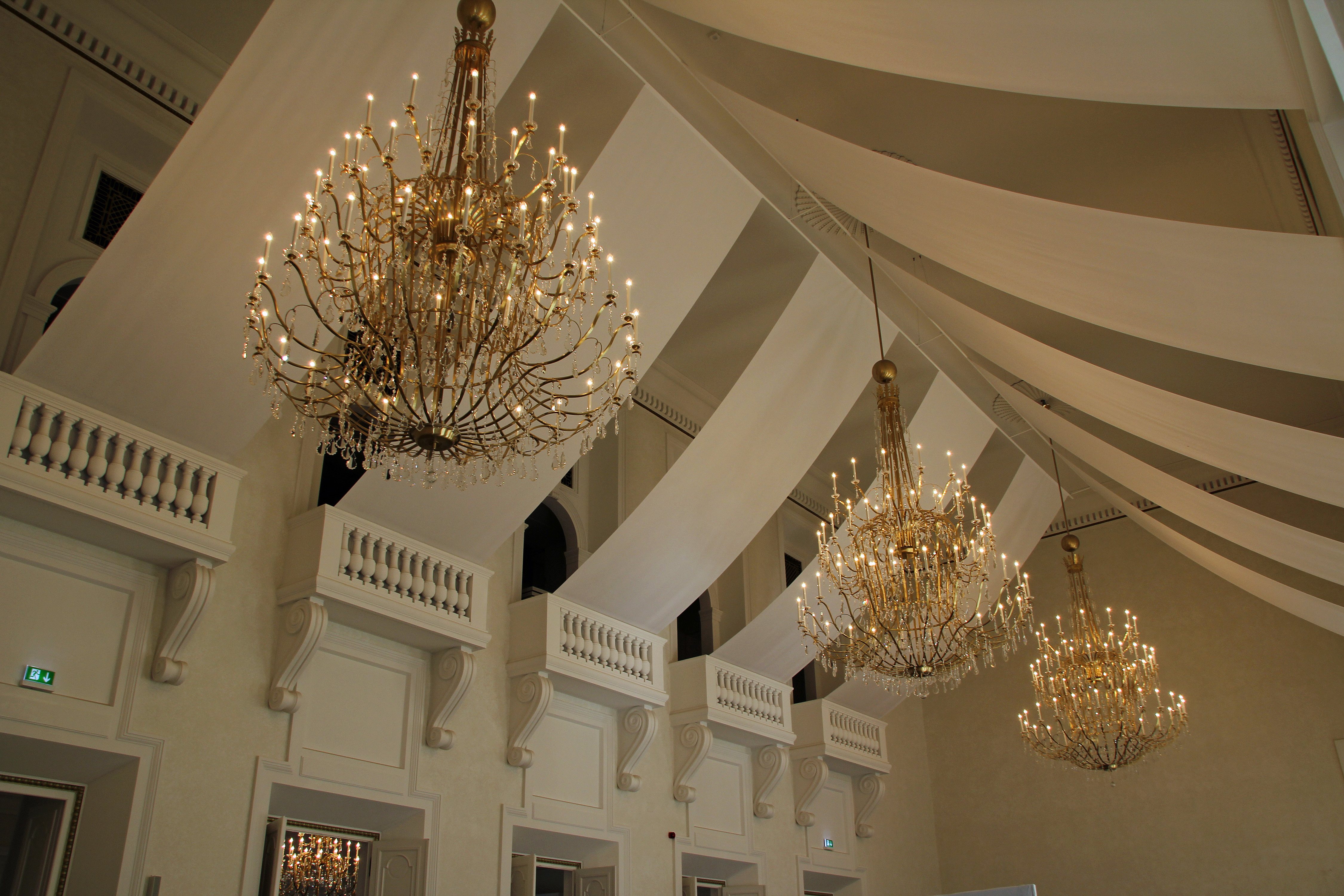
Kaisersaal

Die alte Residenz, das Schloss Philippsburg in Ehrenbreitstein, war renovierungsbedürftig geworden und dem aus sächsisch-polnischer Markgrafen- und Königsfamilie stammenden neuen Erzbischof nicht repräsentativ genug. Deshalb wurde ein neuer Repräsentationsbau notwendig. Die Landstände, die die Notwendigkeit eines Neubaues nur schwerlich akzeptieren wollten, konnten erst nach längeren Diskussionen zur Geldbewilligung bewogen werden. Das Kurfürstliche Schloss wurde schließlich von 1777 bis 1793 im Auftrage des Trierer Erzbischofs und Kurfürsten Clemens Wenzeslaus von Sachsen im neuen Koblenzer Stadtteil Neustadt erbaut. Entwerfender Architekt war zunächst der Pariser Architekt Pierre Michel d’Ixnard, der in Süddeutschland schon mehrere Bauten geplant hatte.
Nach Kritik an seinen Schlossplänen und nachdem sich herausgestellt hatte, dass der Architekt offenbar mit dem Projekt überfordert war, wurde ein Gutachten der Pariser Architektenakademie eingeholt, das die Kritik bestätigte. D’Ixnard wurde entlassen und nunmehr der Franzose Antoine-François Peyre der Jüngere mit den neuen Bauplanungen beauftragt, die einen wesentlich einfacheren und kleineren Baukörper vorsahen. Auf Peyre geht das Schloss in seinem jetzigen Erscheinungsbild zurück. Der Architekt musste sich dabei aber an den bereits gelegten Fundamenten orientieren.
Die Pläne für die Gestaltung der Innenräume und die der Möbel stammen bis 1787 von François Ignace Mangin, als Hofstuckateur wurde Andreas Henckel verpflichtet. Mit der örtlichen Bauleitung war unter anderem Johann Andreas Gärtner aus Dresden betraut, der in Koblenz den im Zweiten Weltkrieg beschädigten und danach abgeräumten Festungsschirrhof (heutiger Reichenspergerplatz) erbaute. Sein in Koblenz geborener Sohn Friedrich von Gärtner errichtete in München unter anderem die Ludwigskirche, Bauten an der Ludwigstraße und die Feldherrnhalle. Zu den Künstlern des Schlossbaues gehören der Mainzer Bildhauer Johann Sebastian Barnabas Pfaff und der Maler Januarius Zick.
Am 23. November 1786 zogen Kurfürst Clemens Wenzeslaus von Sachsen und seine Schwester Maria Kunigunde von Sachsen, Fürstäbtissin zu Essen, in das neue Schloss ein. Im selben Jahr wurde es an die neue kurfürstliche Wasserleitung aus Metternich angeschlossen. Ein Jahr später wurde unweit des Schlosses das neue Theater eröffnet. Auf dem heutigen Clemensplatz vor dem Theater ließ der Kurfürst 1791 den Clemensbrunnen errichten, der erste öffentliche Brunnen, der an die Wasserleitung angeschlossen wurde, und den der Kurfürst seinen Nachbarn schenkte. Erschreckt durch den Ausbruch der Französischen Revolution, stellte der bisher reformfreudige Kurfürst Clemens Wenzeslaus alle Reformen ein und führte ein strengeres Regiment. Den Emigranten und den flüchtigen Mitgliedern des mit ihm verwandten französischen Hofes (Clemens Wenzeslaus war der Onkel des französischen Königs Ludwig XVI.) bot er – insbesondere im Schloss Schönbornslust vor den Toren der Stadt Koblenz – eine Zufluchtsstätte. Damit wurde Koblenz ein Zentrum der französischen Royalisten.

### Französische Besatzung bis 1814
Wegen des Heranrückens der französischen Revolutionsarmee im Ersten Koalitionskrieg musste Kurfürst Wenzeslaus am 7. Oktober 1794 endgültig aus seinem Territorium fliehen. Zwei Wochen danach wurde Koblenz von den Franzosen unter General François Séverin Marceau eingenommen. Der Trierer Kurstaat war am Ende und wurde 1801 größtenteils an Frankreich angegliedert. Die Innenausstattung des Residenzschlosses konnte deswegen nie vollendet werden. Die mobile Ausstattung ließ der Kurfürst noch vor seiner Flucht auf Schiffe verladen und nach Augsburg verbringen, wo sie Teil der Ausstattung der fürstbischöflichen Residenz wurde. Nach dem Tode von Clemens Wenzeslaus wurde sie teilweise versteigert. Große Teile aus den Repräsentationsräumen des Koblenzer Schlosses gingen jedoch in den Besitz des Königreichs Bayern über. Diese Stücke sind heute noch im Schloss Johannisburg in Aschaffenburg, im Schloss Nymphenburg in München, in der Münchner Residenz, in der Stadtresidenz Landshut und in der Neuen Residenz Bamberg erhalten. Nach der Flucht des Kurfürsten war das Kurfürstliche Schloss zeitweise Kaserne und Militärlazarett und ab 1815, nachdem es in den Besitz Preußens gekommen war, nur noch Kaserne.

### In der preußischen Monarchie
Als Schlosskaserne dienten hauptsächlich die beiden Zirkularbauten, im Hauptgebäude waren zu Beginn der preußischen Zeit ebenfalls Soldaten kaserniert. Von 1823 bis 1842 war das Schloss Sitz verschiedener preußischer Behörden und Gerichte. Im Erdgeschoss war bis 1911 der Amtssitz des Oberpräsidenten der Rheinprovinz, der danach in das neben dem Schloss neu erbaute Oberpräsidium umzog. Im Kopf des südlichen Zirkularflügels befand sich bis 1918 die Hauptwache der Stadt Koblenz.
Zwischen 1833 und 1852 stand auf dem Belvedere des südlichen Schlossflügels ein optischer Balkentelegraf der preußischen Telegrafenlinie Berlin-Köln-Koblenz. Es handelte sich um die abschließende Station 61 der Anlage, und im Schloss waren gleichzeitig das telegrafische Expeditionsbüro sowie Räume für die Verwaltung der westlichen Teile der Telegrafenlinie untergebracht.
Friedrich Wilhelm IV. wählte den Bau zur Residenz für seine Aufenthalte im Rheinland und ließ sein Inneres von 1842 bis 1845 durch Johann Claudius von Lassaulx nach Entwürfen von Friedrich August Stüler umgestalten.
In den Jahren 1850 bis 1858 amtierte hier als Militärgouverneur für die Rheinprovinz und die Provinz Westfalen der Prinz von Preußen, der spätere Kaiser Wilhelm I., mit seiner Gattin Augusta. Sie gab den Anstoß, die später nach ihr benannten Kaiserin-Augusta-Anlagen (Rheinanlagen) anzulegen. Kaiserin Augusta besuchte alljährlich bis wenige Wochen vor ihrem Tod im Januar 1890 das Schloss und die Stadt Koblenz, ihr „rheinisches Potsdam“.

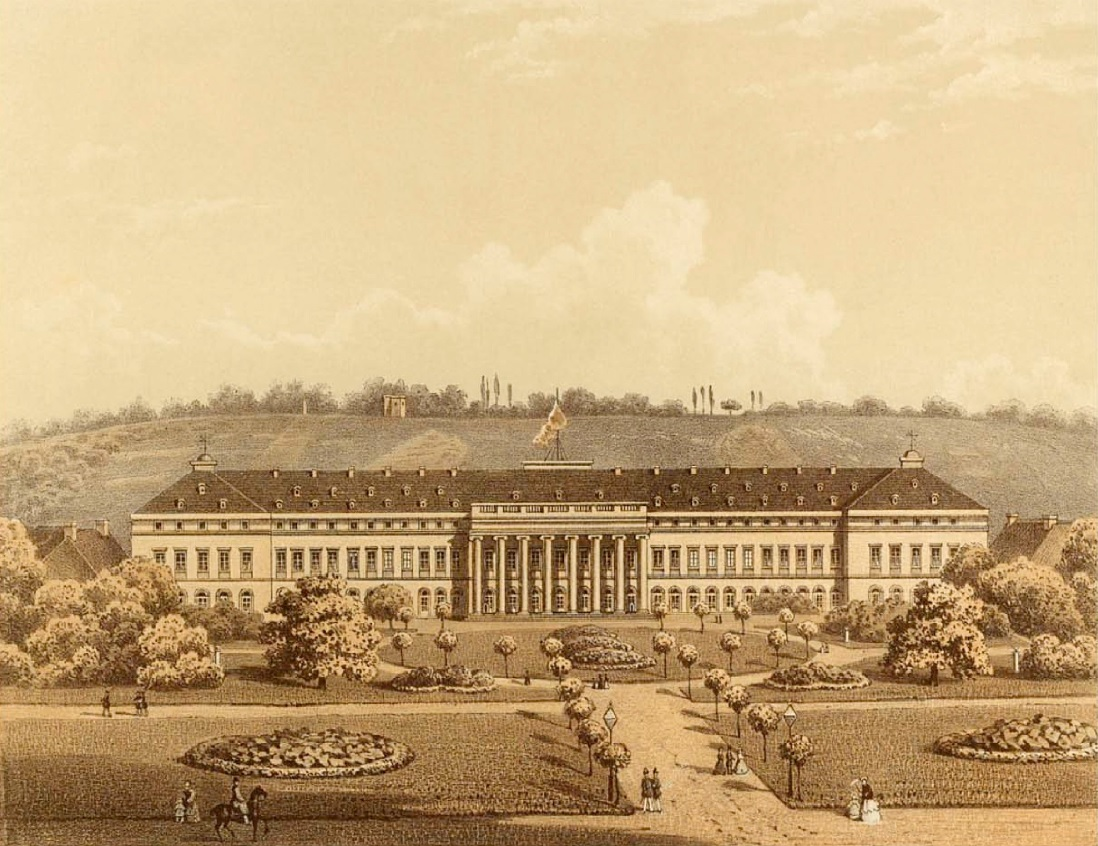
Schloss Koblenz, Sammlung Alexander Duncker

Das Schloss blieb bis zum Ausbruch des Ersten Weltkriegs ein Besuchsziel der königlich-preußischen Familie. Die königlichen Wohnräume und drei Hauptsäle mit Werken von Januarius Zick, Kunstgegenständen und Erinnerungsstücken waren der Öffentlichkeit zugänglich. Am 16. August 1914 war es zu Beginn des Krieges kurzzeitig Sitz des Großen Hauptquartiers und Kaiser Wilhelms II.

### Im Freistaat Preußen
Im Zuge der Rheinlandbesetzung nutzten nach Kriegsende die französischen Besatzungsbehörden große Teile des Schlosses. Zu Pfingsten 1921 eröffnete die Stadt Koblenz in den Repräsentationsräumen das „Schlossmuseum“ unter dem Direktor Adam Günther. Es zeigte ihre Kunstsammlung (Kern des heutigen Mittelrhein-Museums) und die vom Koblenzer Museumsverein gesammelten archäologischen und volkskundlichen Objekte sowie die von der Kaiserin Augusta für ihre Residenz zusammengetragenen Kunstgegenstände. Vom 25. Oktober 1923 bis zum 9. Februar 1924 hielten Anhänger der Rheinischen Republik unter dem „Ministerpräsidenten“ Josef Friedrich Matthes das Kurfürstliche Schloss besetzt.

### In der Zeit des Nationalsozialismus
Am 24. März 1935 wurde auf dem Vorplatz des Kurfürstlichen Schlosses unter Oberbürgermeister Otto Wittgen eine ovale Thingstätte in einer sogenannten „Thingstättenweihe“ oder „Volkswerdungsfeier “eingeweiht. Die Thingbewegung wurde 1933 als Propagandamittel ins Leben gerufen, aber schon 1936 mangels Wirksamkeit wieder eingestellt. Es sollte an die germanischen Volks- und Gerichtsversammlungen, genannt Thing, anknüpfen. Auf den Thingplätzen sollten Thingspiele vor großem Publikum abgehalten werden.
Der ovale Thingplatz beim Kurfürstlichen Schloss bestand aus 16 000 terrassenartig angelegten Basaltsäulen und bot Platz für 20 000 Menschen. Der Platz um den Thingplatz fasste weitere 80 000 Menschen. An einer Stirnseite wurde eine Krypta errichtet, in der ein ewiges Feuer in einem Basaltblock brannte. An der Stätte arbeiteten ab dem 8. Juni 1934 über hundert Arbeiter in zwei Schichten.
Während des Baus gab es eine Auseinandersetzung zwischen dem für den Bau zuständigen Propagandaleiter des Gaus Koblenz-Trier, Wilhelm Michels, und der Stadtverwaltung. Der preußische Staat genehmigte als Eigentümer des Schlosses den Transport des Erdaushubs durch die Schlossräume, die von der Stadt Koblenz als Museum angemietet waren. Michel lehnte es zunächst ab, einen Vertrag zu unterzeichnen, laut welchem der Freistaat Preußen entstehende Schäden gemäß Vereinbarung übernehmen würde. Dies wurde erst nach Eintreten der Geschäftsführer der Spielgesellschaft nachgeholt, die, obwohl Dienstuntergebene des Oberbürgermeisters Otto Wittgen, Michels verteidigten. Die entstandenen Schäden im Gebäude wurden trotzdem erst 1936 vollends beseitigt. Ab etwa 1936 diente die Koblenzer Thingstätte hauptsächlich Feiern zum 1. Mai, allerdings ließ das Interesse der Partei und der nationalsozialistischen Organisationen an der Thingstätte bald nach, daher nutzte man sie nur noch selten. Sie wurde 1944 bei einem Luftangriff zerstört und später mit Trümmerschutt aus der Stadt verfüllt.

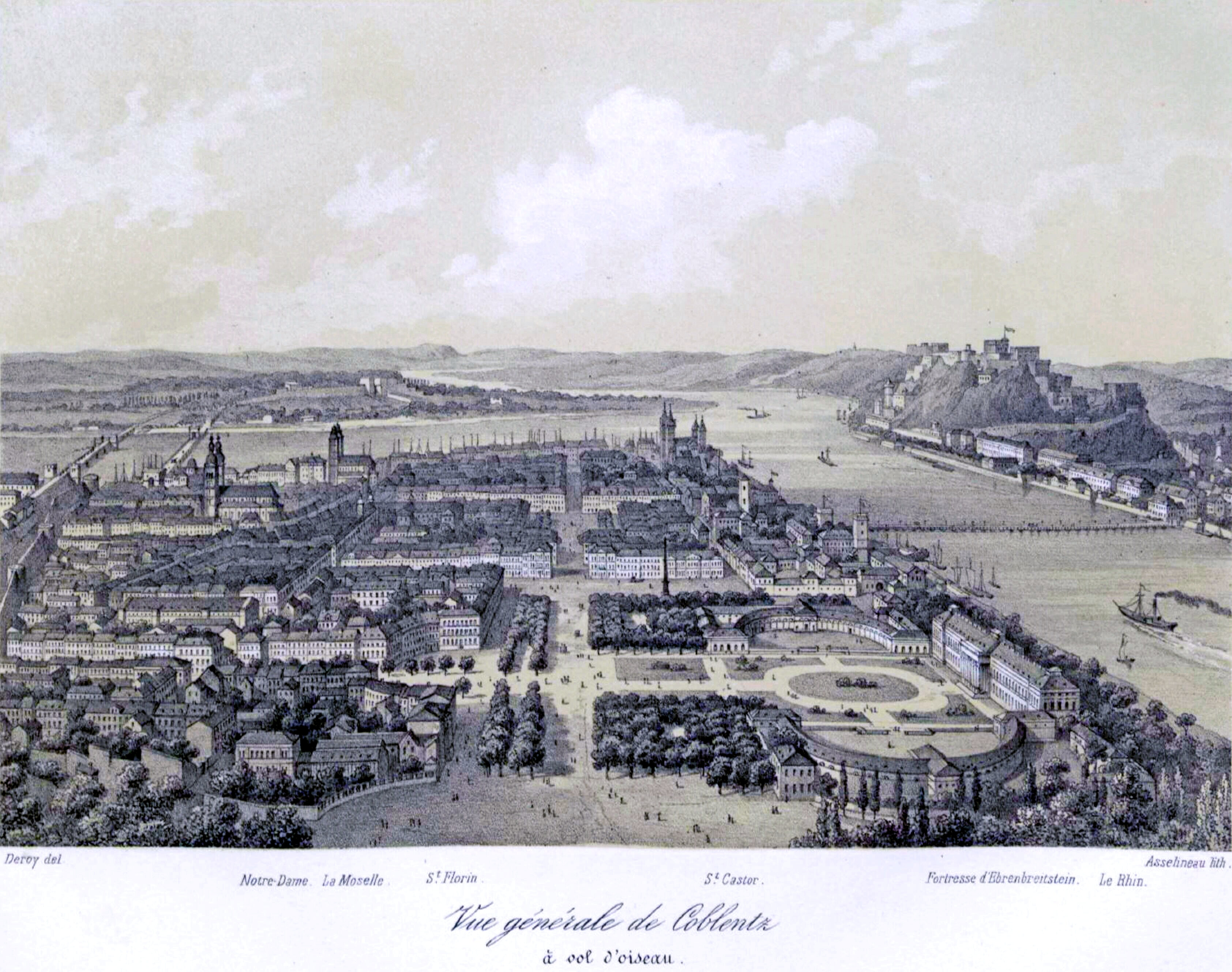
Kurfürstliches Schloss im 19. Jahrhundert
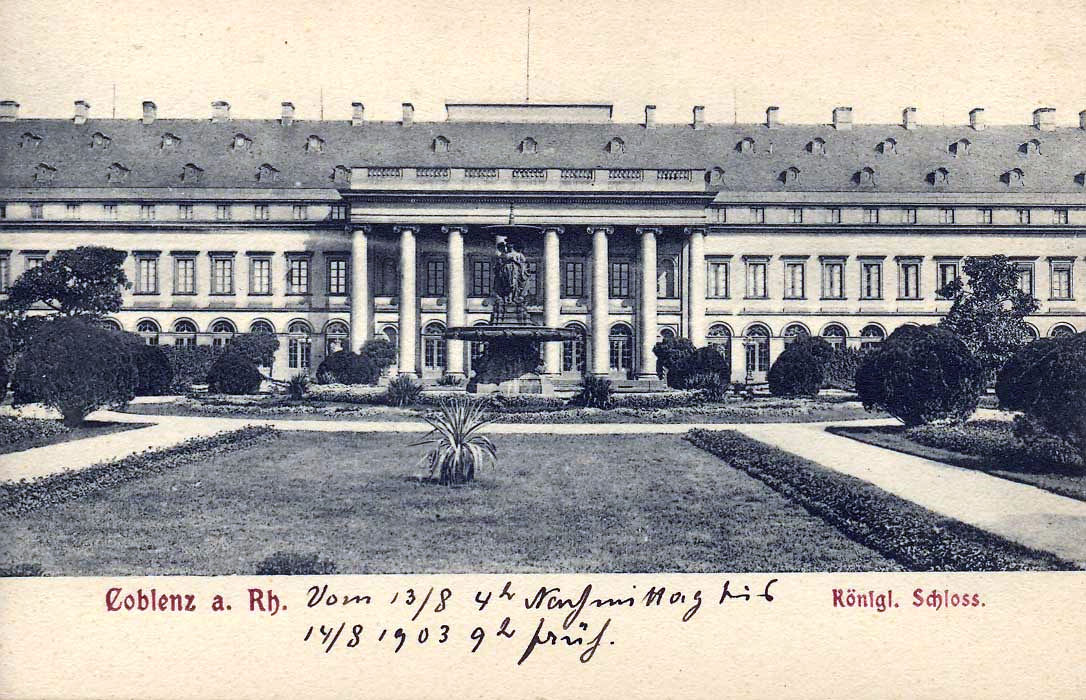
Schlossvorplatz mit Brunnen, vor 1903
Soldaten des 6. Rheinischen Infanterie-Regiments Nr. 68 vor der Hauptwache im südlichen Zirkularbau des kurfürstlichen Schlosses zu Koblenz, etwa 1912
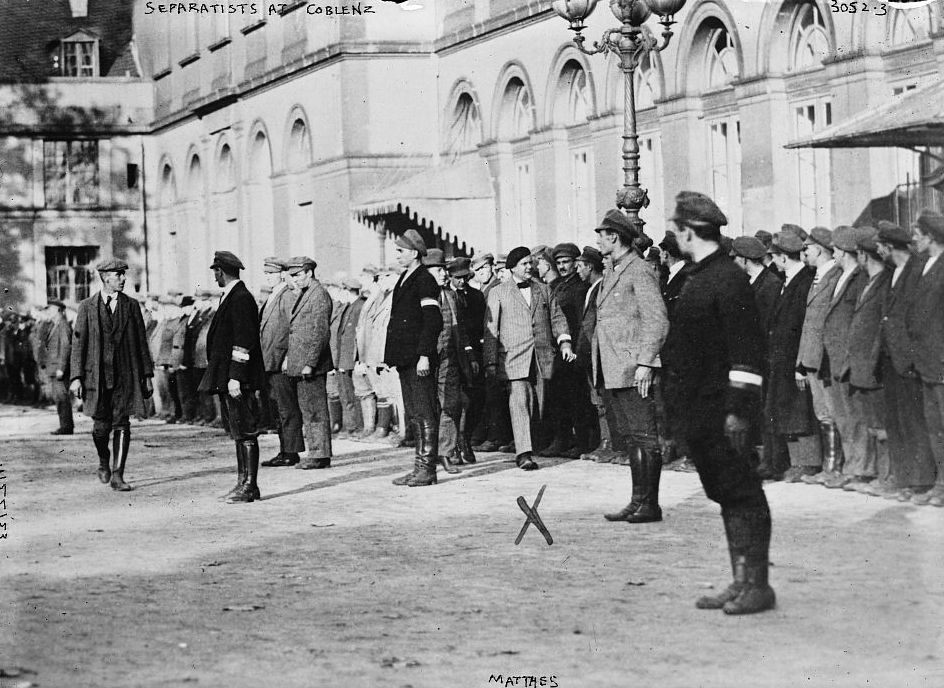
Separatisten der Rheinischen Republik vor dem Kurfürstlichen Schloss 1923
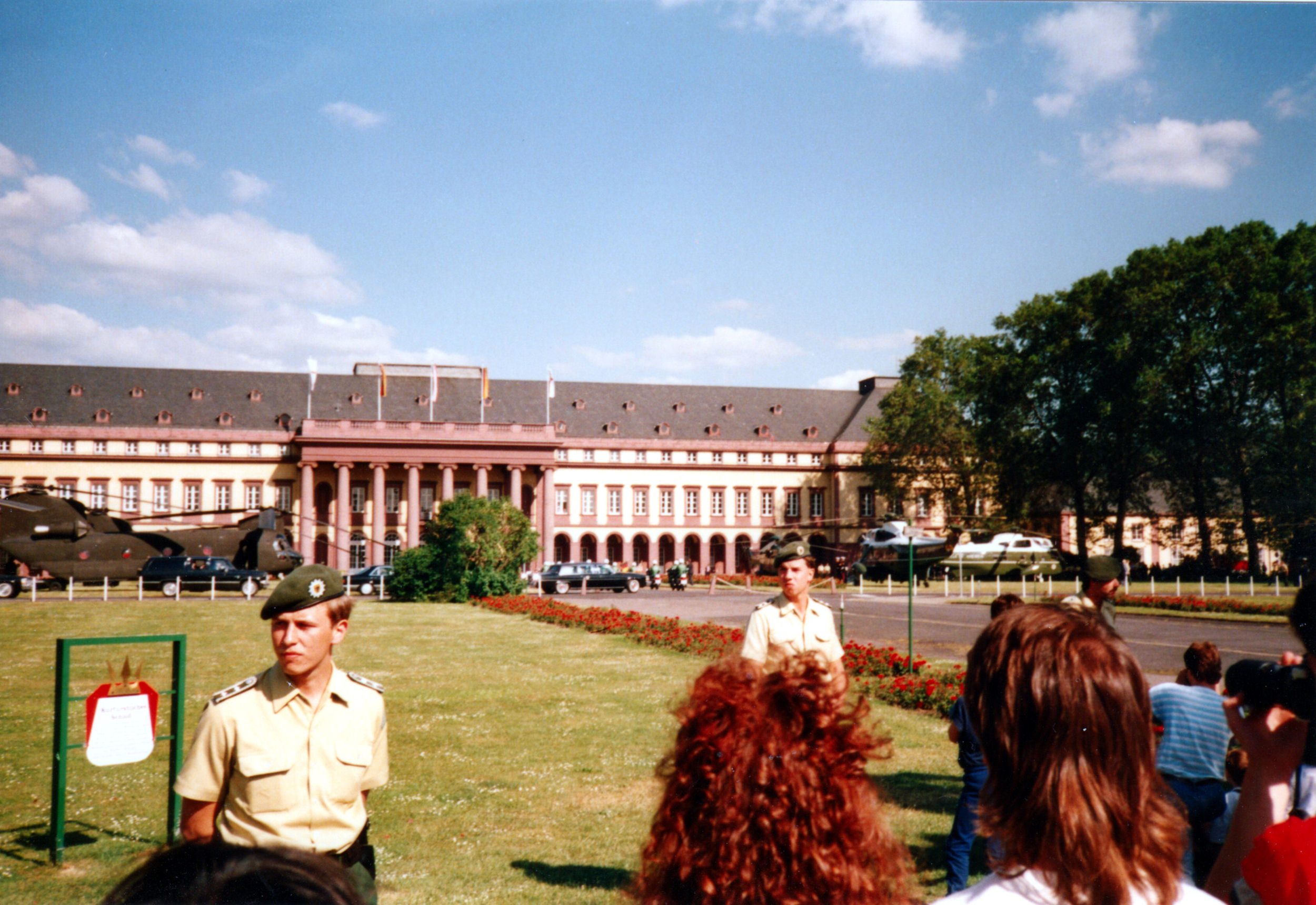
Die Wagenkolonne des amerikanischen Präsidenten George H. W. Bush vor dem Kurfürstlichen Schloss 1989, das Gebäude noch mit ocker/blau-rotem Anstrich

### Wiederaufbau und Nutzung nach 1945

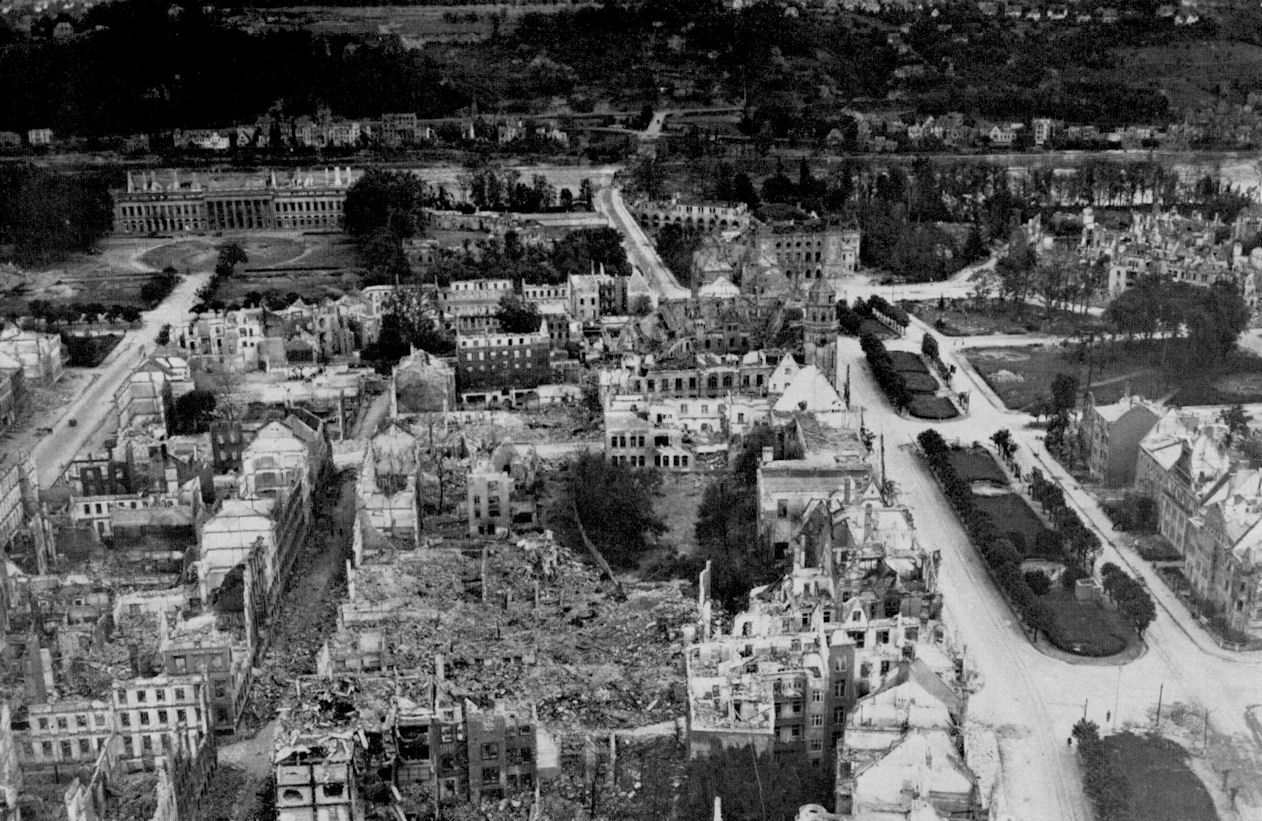
Das zerstörte Koblenz 1945, links oben das ausgebrannte Kurfürstliche Schloss, rechts der Friedrich-Ebert-Ring

Bei den Luftangriffen auf Koblenz im Zweiten Weltkrieg ist die Schlossanlage 1944 bis auf die Außenmauern und Kellergewölbe zerstört worden. In den Jahren 1950 bis 1951 wurde sie äußerlich nach alten Plänen, aber mit moderner Innengestaltung im Stil der 1950er-Jahre, wieder aufgebaut. Lediglich im Mittelbau wurden das repräsentative Treppenhaus, das Vestibül, der Gardesaal (heute „Spiegelsaal“ oder „Kurfürstensaal“ genannt) und der Gartensaal rekonstruiert, der Festsaal (heute „Kaisersaal“) entstand in historisierenden, aber nicht am Original orientierten Formen neu. Leitbild war bei den rekonstruierten Räumen der klassizistische Zustand der Erbauungszeit, aber mit Vereinfachungen im Detail. Dies galt auch für die Wiederherstellung der Gartenanlagen, insbesondere des Schlossplatzes. Der einzige noch historische Raum ist der Vorraum zur nicht mehr bestehenden Schlosskirche im nördlichen Kopfbau des Hauptgebäudes. Die Zirkularbauten erstanden in schlichten modernen Formen wieder und behielten nur den Grundriss der Erbauungszeit bei. Zunächst diente das Gebäude als Sitz des Alliierten Sicherheitsamtes.
1946 wurde das Land Rheinland-Pfalz als Rechtsnachfolger Preußens Eigentümer des Baues. Es verkaufte ihn aber 1960 an die Bundesrepublik Deutschland, die seitdem Eigentümerin ist. Bei der letzten Restaurierung 1998 wurde statt der bisherigen äußeren Farbgebung in Ocker/Blau-Rot, die für die preußischen Garnisons- und Festungsbauten sowie Schlösser Preußens üblich war, diejenige des 18. Jahrhunderts wiederhergestellt – Weißgrau für die Wandflächen und Grau für die Architekturglieder. Heute wird der größte Teil der ehemaligen Residenz als Bürogebäude für verschiedene Bundesbehörden (z. B. Bundesanstalt für Immobilienaufgaben, die das Schloss auch verwaltet, Hauptzollamt, BAAINBw, Prüfungsamt des Bundes) genutzt.

### Bundesgartenschau 2011
Die Stadt Koblenz erhielt den Zuschlag für die Bundesgartenschau 2011. Das Areal um das Schloss wurde dabei als eine der Austragungsflächen genutzt. Durch Öffnung des Schlosses wurde eine Achse vom neuen Schienenhaltepunkt Koblenz Stadtmitte über die Schlossstraße durch das Schloss selbst zum Rhein hin geschaffen. Die gesamte Anlage wurde mit vielfältigen Pflanzenarten sowie mit Wasserflächen, Springbrunnen, radialen Stufenanlagen und Sitzmauern ausgestattet. Sie spiegelt so den Glanz der früher hier residierenden Herrscher wider. Der Garten hinter dem Schloss erhielt nach historisch Lenné´schem Vorbild wieder sein Aussehen zurück und ist terrassenförmig zum Rhein hin gestaltet worden. Am Rheinufer hinter dem Schloss entstand 2009 eine 100 Meter breite Sitztreppenanlage. Beim Bau der Tiefgarage vor dem Schloss entdeckte man im Oktober 2008 eine frührömische Handwerkersiedlung.

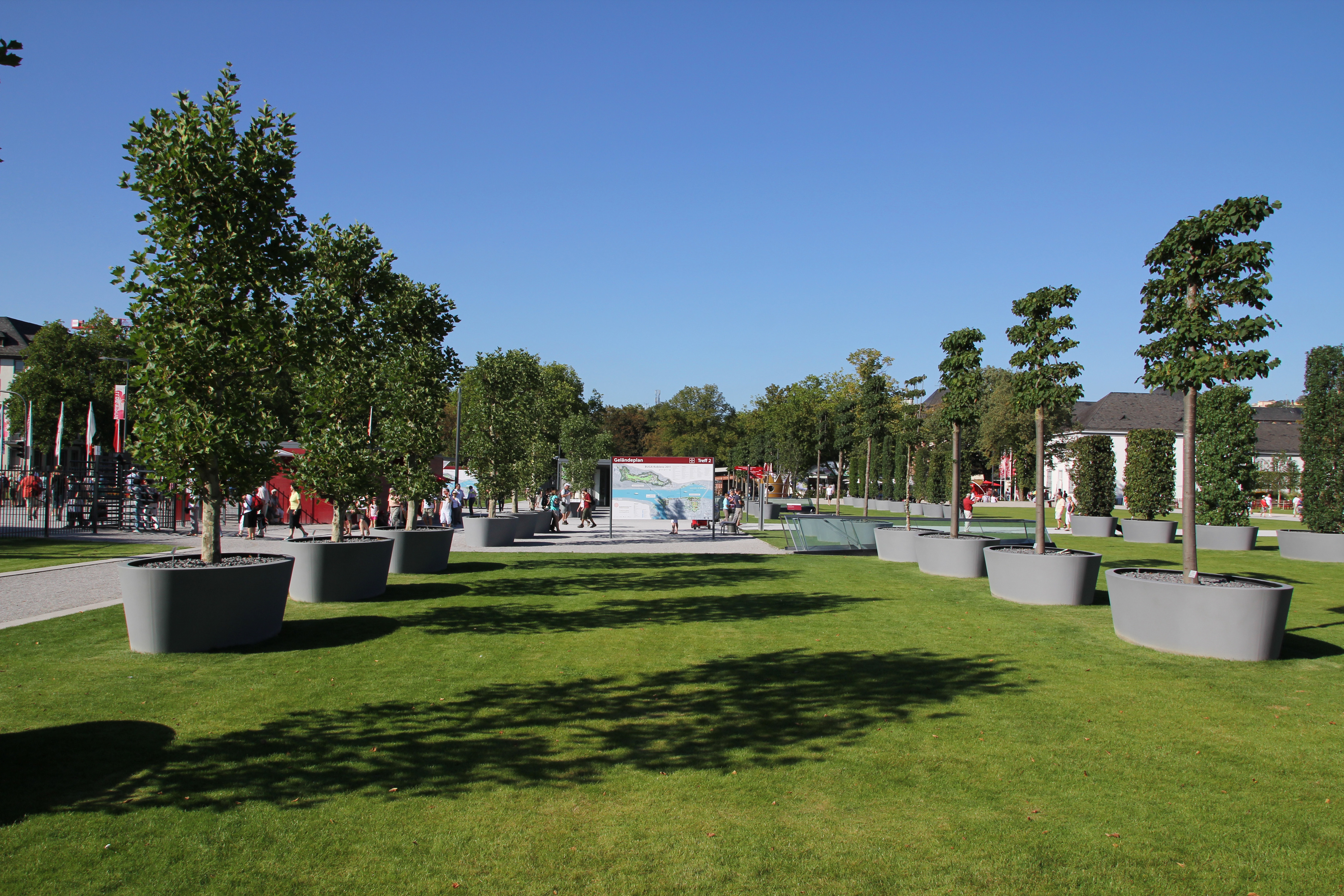
Spalier-Garde im Schlosspark
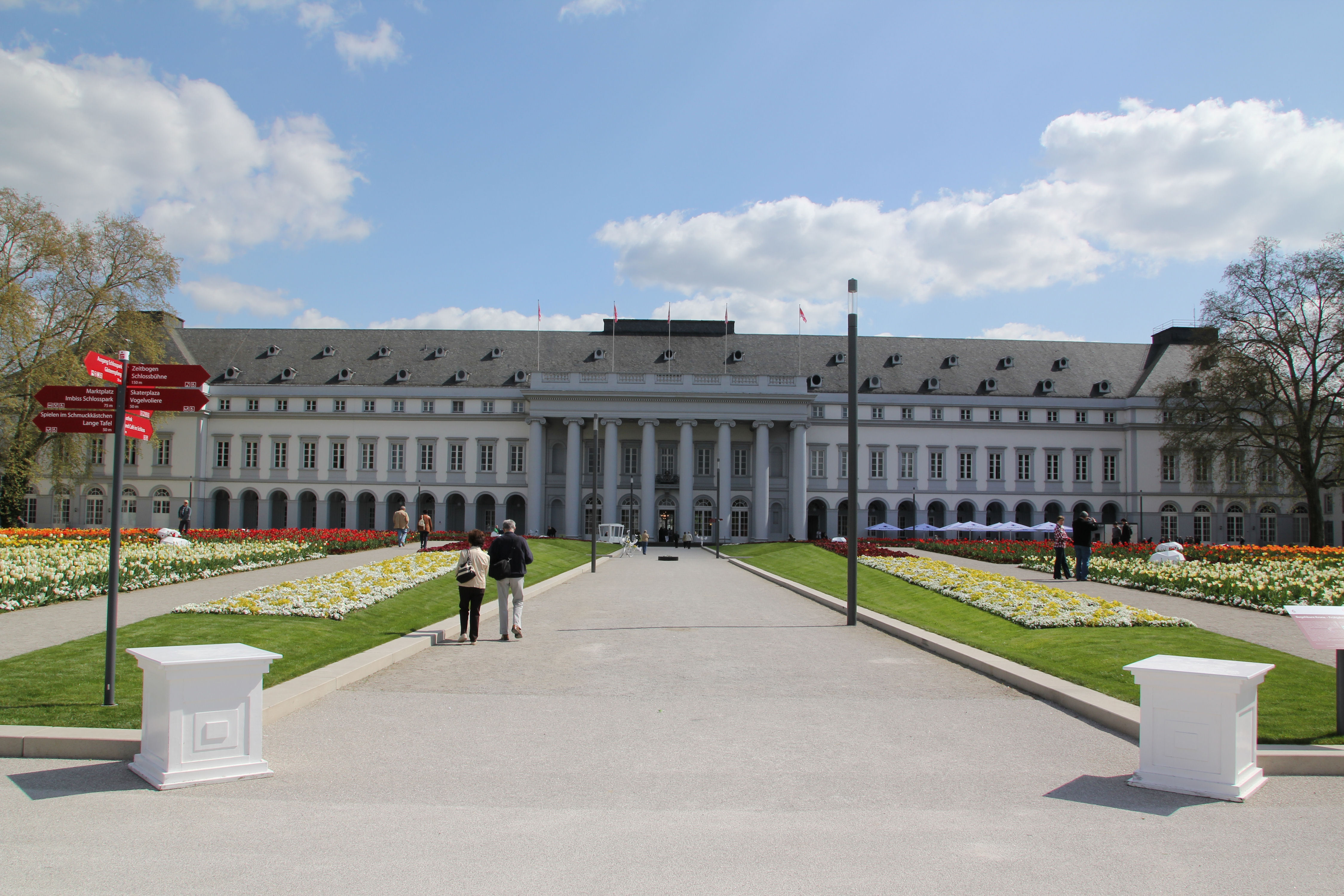
Schlosspark vor dem Haupteingang
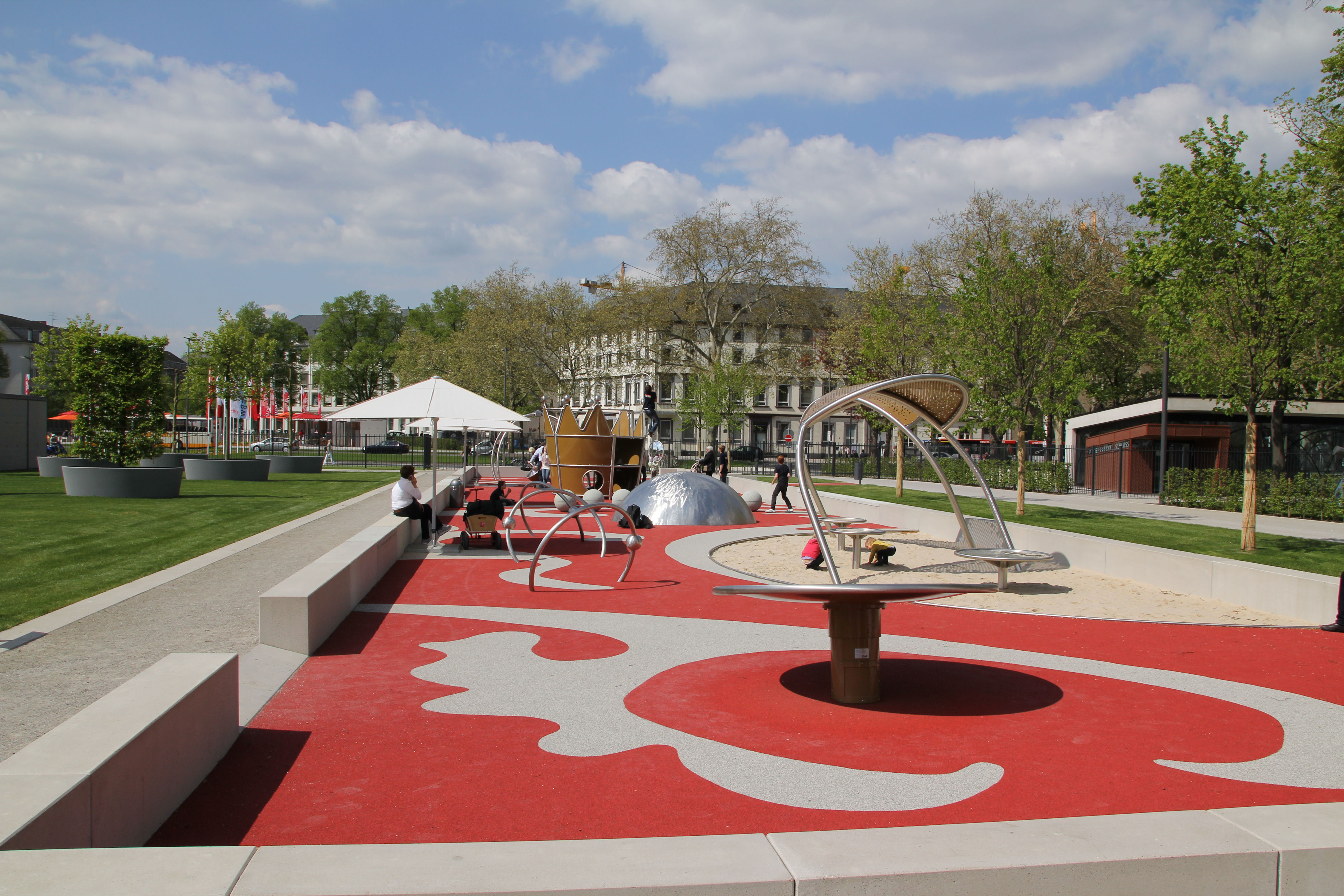
Spielplatz im Schlosspark
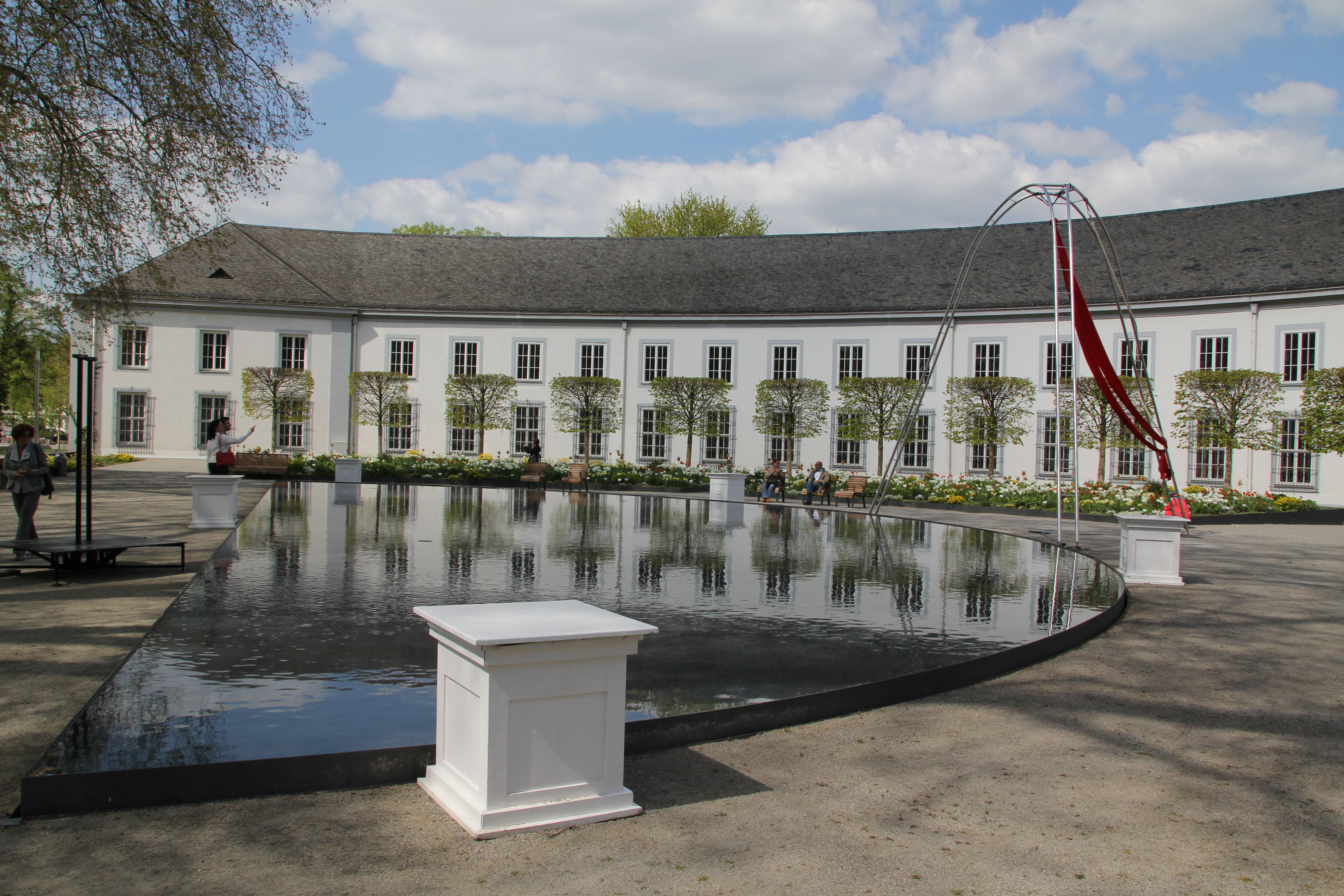
Wasserfläche am nördlichen Zirkularbau
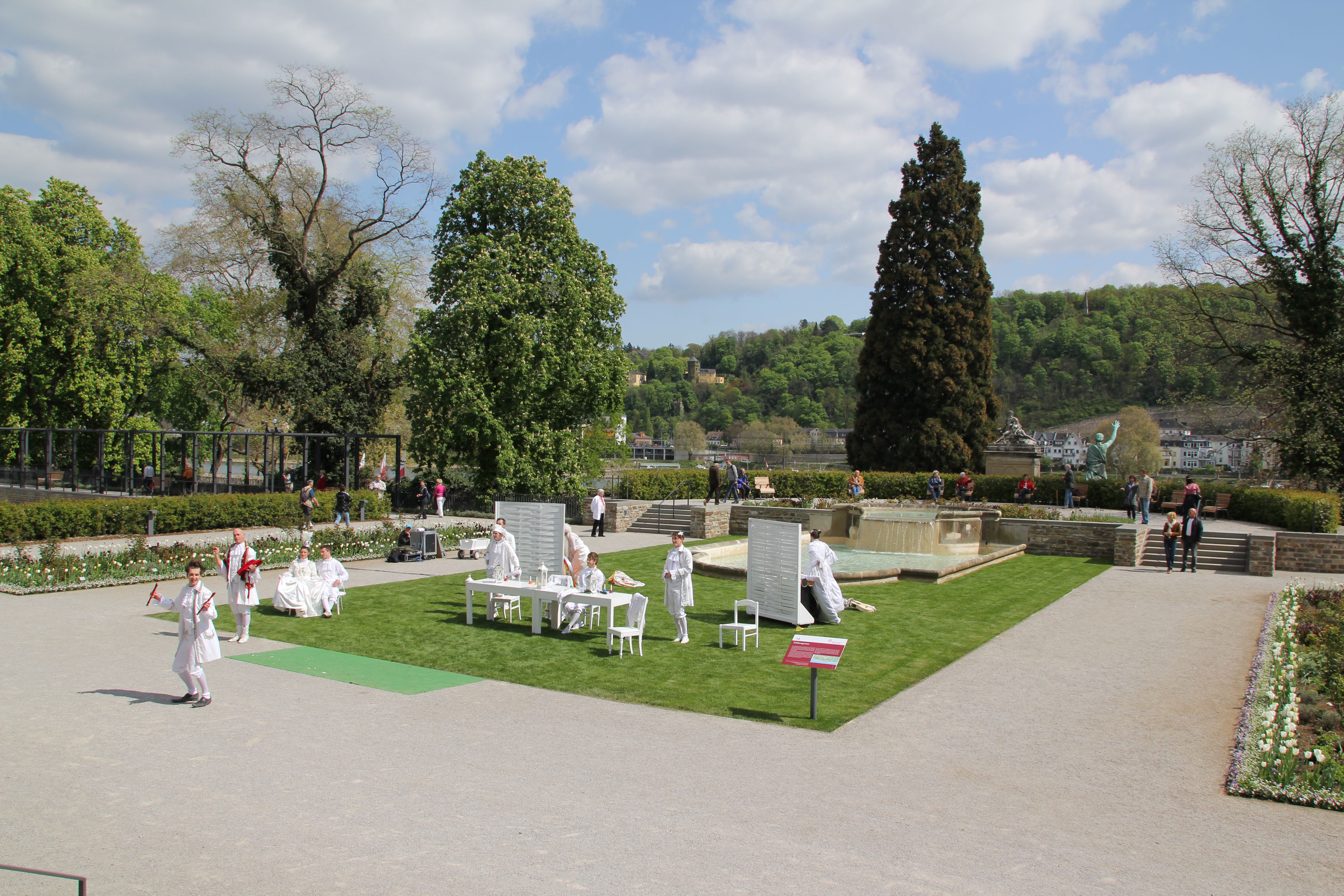
Walk-Act “Die Aristokraten” im Schlossgarten
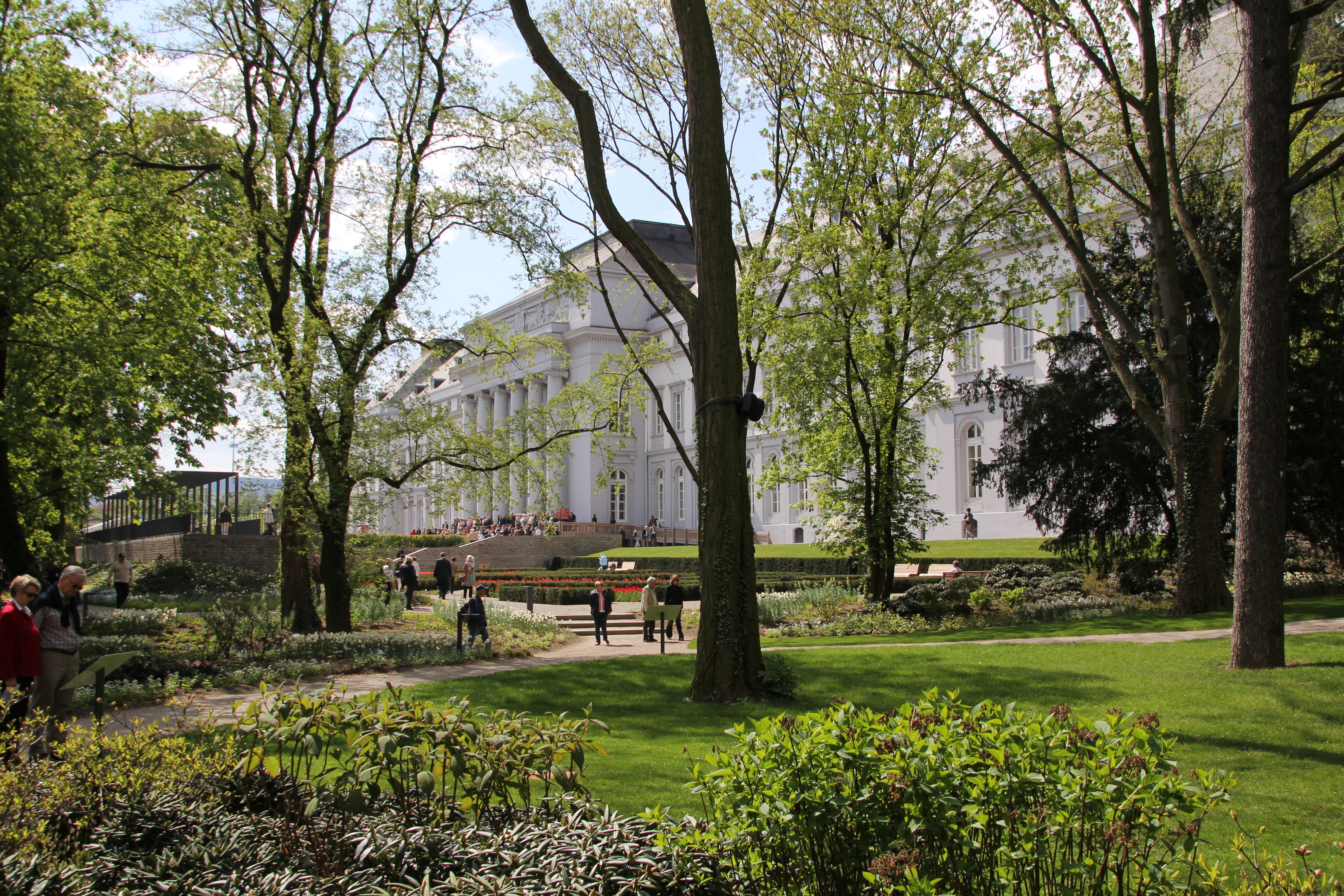
Schlossgarten hinter dem Schloss
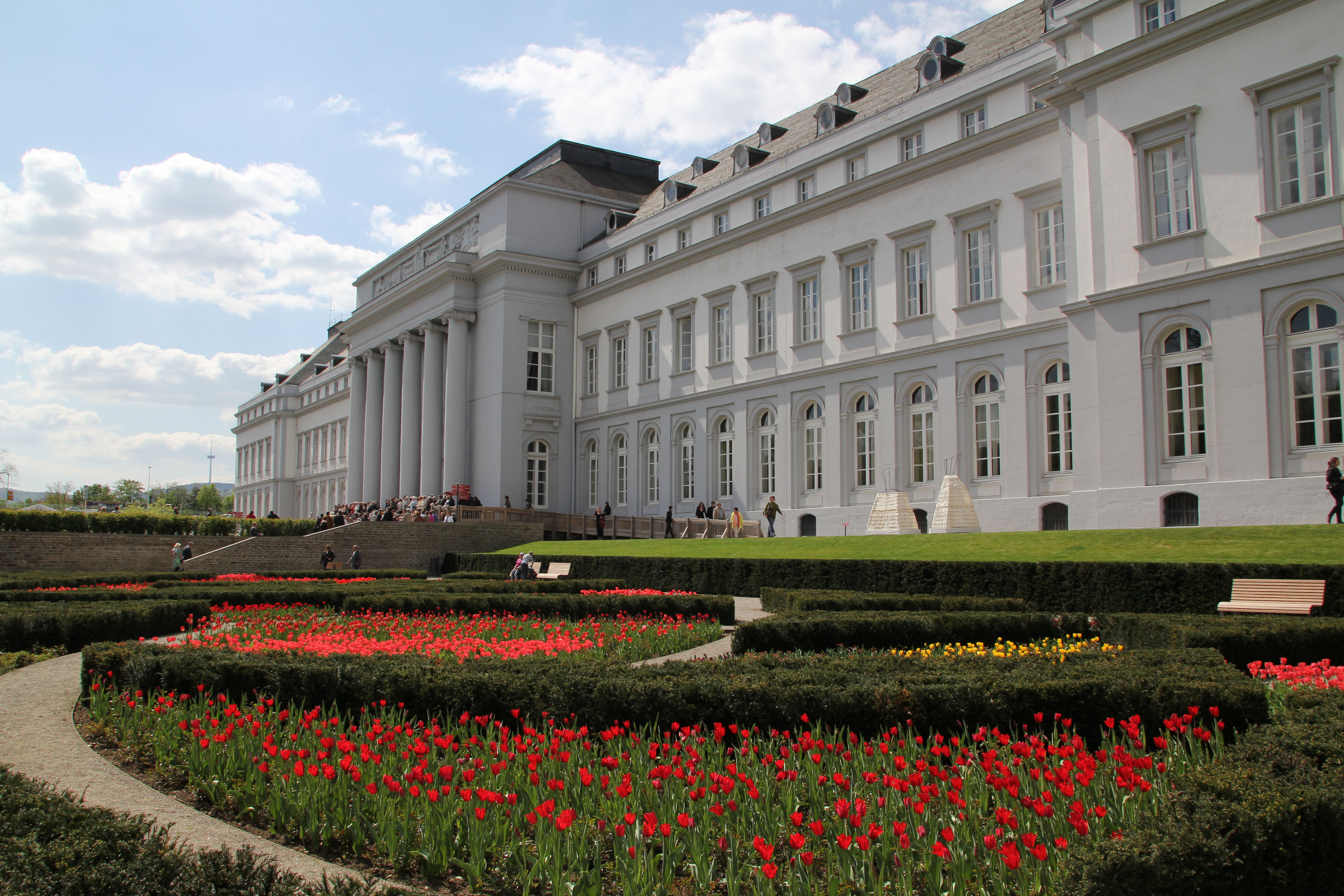
Schlossgarten hinter dem Schloss
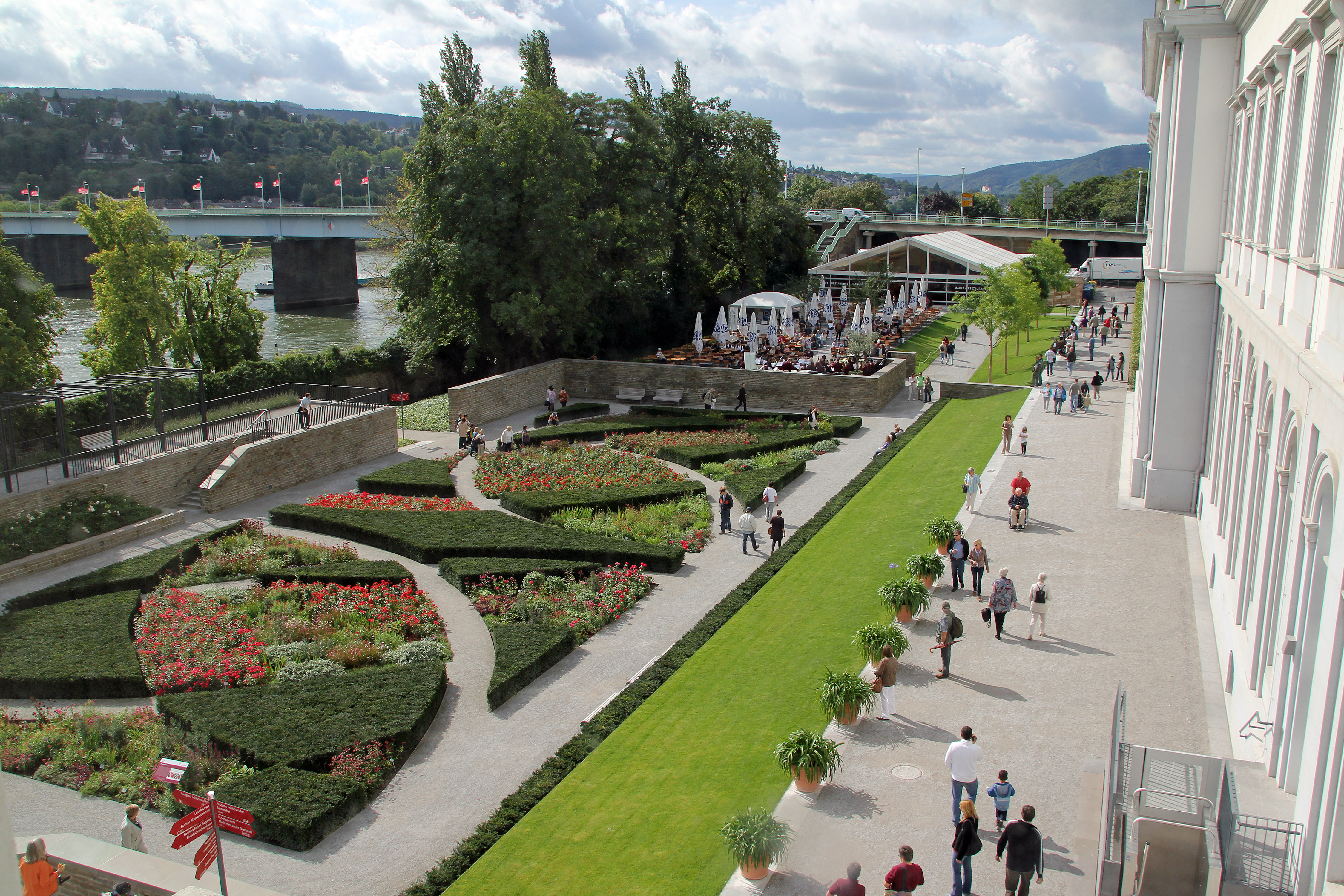
Schlossgarten hinter dem Schloss
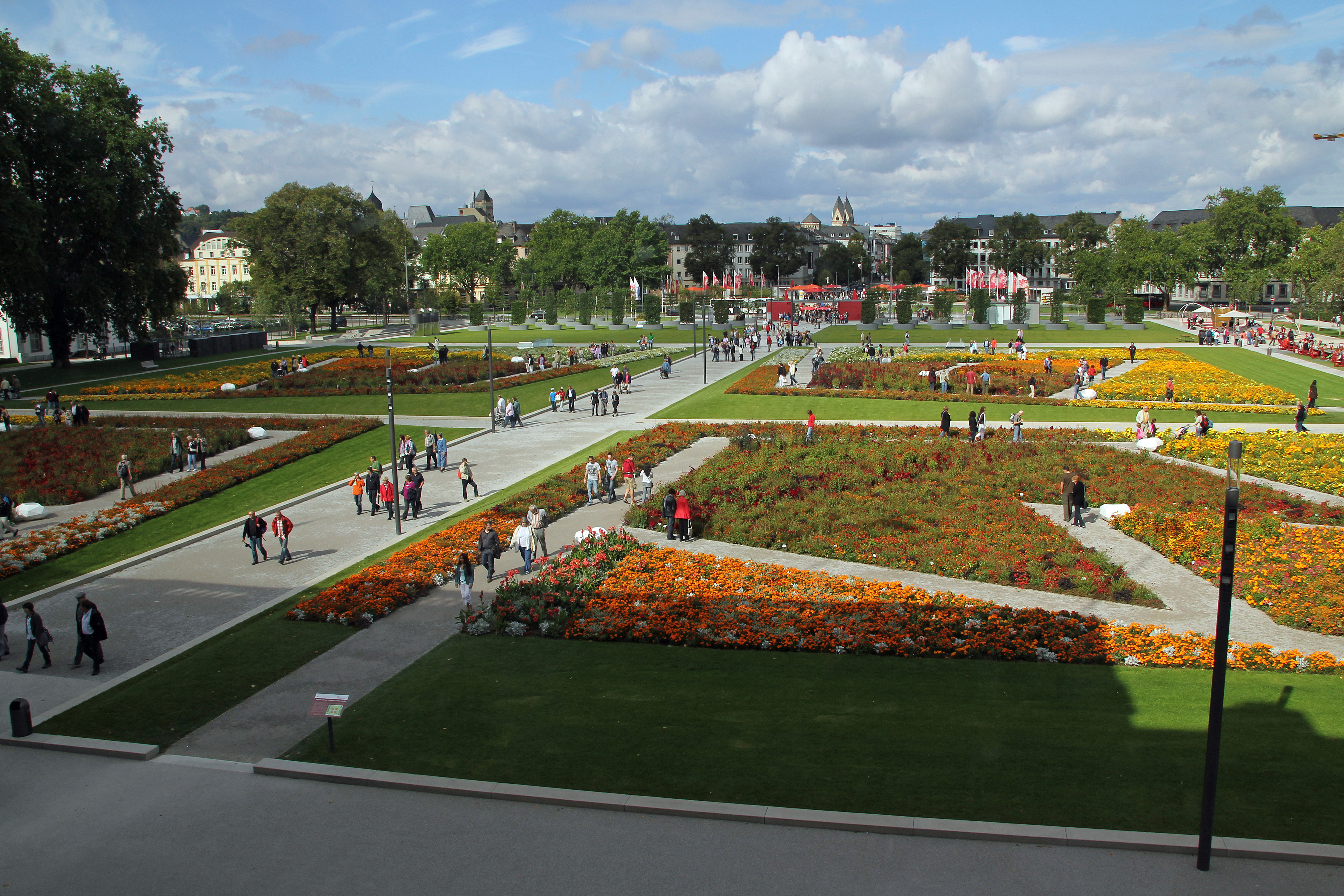
Blumenkrone im Schlosspark
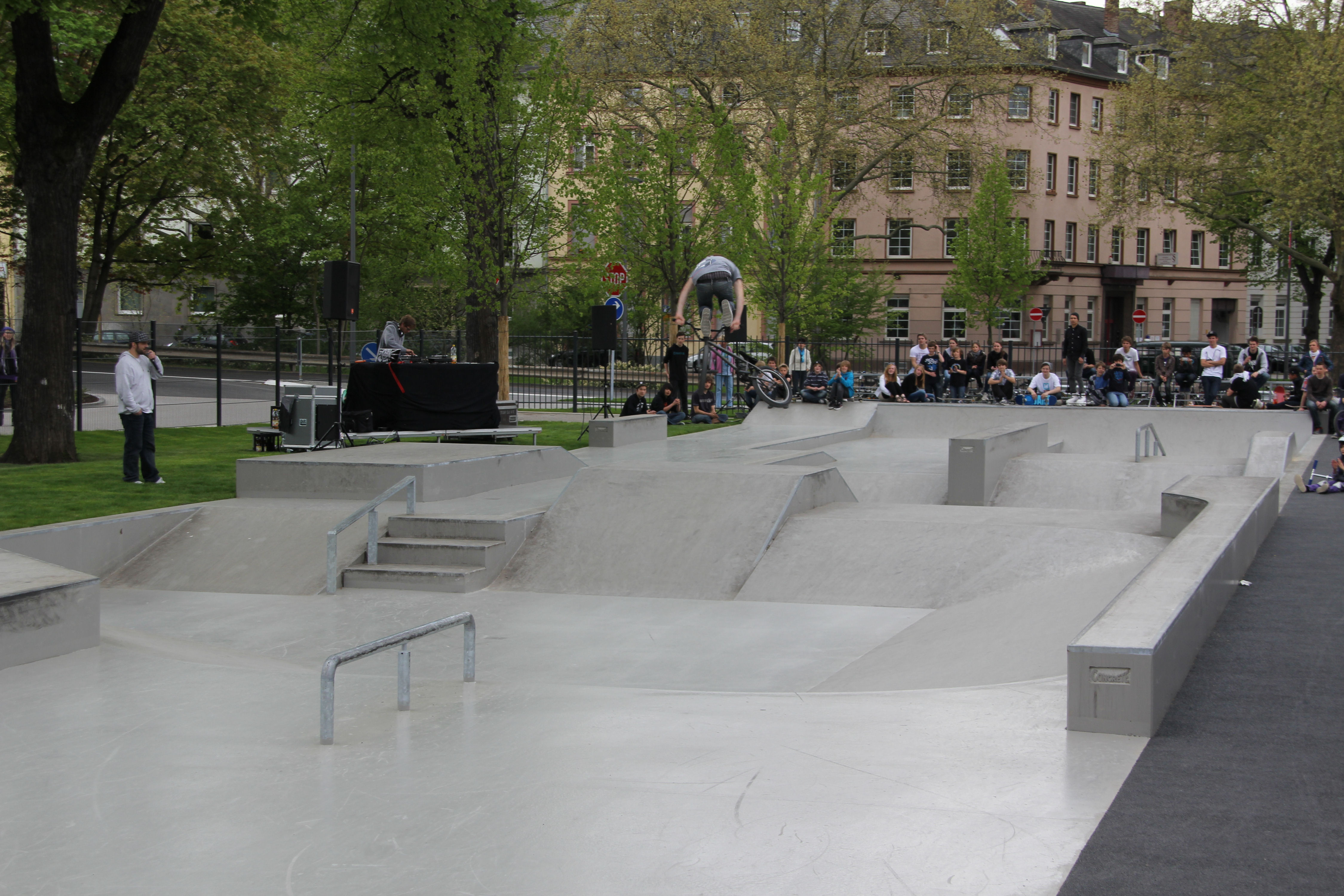
Skateranlage im Schlosspark

### 21. Jahrhundert
Die Repräsentationsräume im Mitteltrakt werden seit der Bundesgartenschau von der Stadt Koblenz für Veranstaltungen vermietet, sie sind teilweise durch eine gastronomische Nutzung auch für die Öffentlichkeit zugänglich. Gelegentlich geäußerte Wünsche aus der Bevölkerung, auch weitere Räume des Schlosses der Öffentlichkeit zugänglich zu machen, verkennen allerdings, dass der Rest des Schlosses nur als rein zweckmäßige Büroräume im Stil der 1950er Jahre wiederaufgebaut wurde und daher keine sehenswerten Elemente mehr enthält.
Die zur Bundesgartenschau 2011 angelegten Gartenflächen vor und hinter dem Kurfürstlichen Schloss stehen auch nach Abschluss der Veranstaltung der Bevölkerung als Erholungsflächen zur Verfügung, sie sind heute Teil der Route der Welterbe-Gärten. Während des BUGA-Festivals 2012 war das Schloss eine der Spielstätten der Lichtströme. Die Künstlergruppe „Casa Magica“ zeigte ein Mapping, dessen Bildmaterial magnetresonanztomografische Aufnahmen waren.
Seit Sommer 2013 ist wegen Schadstoffbelastungen der Innenräume eine Sanierung der Schlossanlage im Gespräch. Bis Mitte 2016 sollte die Bundesanstalt für Immobilienaufgaben die Kosten einer Sanierung ermitteln und dann die weitere Vorgehensweise entscheiden. Anfang 2020 teilte die Bundesanstalt mit, die Sanierung bzw. Erneuerung des Daches werde 7,6 Millionen Euro erfordern.

## Bau

### Außenbau
Das Schlossgebäude besteht aus einem rechteckigen Hauptbau (Corps de logis), der sich in Nord-Süd-Richtung parallel zum nahen Rheinufer erstreckt, und zwei auf der Westseite zur Stadt hin gelegenen halbkreisförmigen Zirkularflügeln, die den großen Schlossvorplatz umrahmen. Der Hauptbau, den eine horizontale Gliederung prägt, weist 39 Achsen auf. Von diesen Achsen sind jeweils fünf als Seitenrisalite ausgebildet. In der Mitte der zur Stadt gelegenen Front ist ein achtsäuliger Portikus in Gebäudehöhe vorgestellt. Zur Rheinseite wird ein Mittelrisalit ausgebildet, dem sechs Säulen vorgestellt sind und den ein Relief des Bildhauers Johann Sebastian Barnabas Pfaff abschließt. Es zeigt die Allegorie Rhein und Mosel, das kurfürstliche Wappen, Löwen als Herrschaftssymbol sowie Symbole der weltlichen und geistlichen Macht des Erzbischofs und Kurfürsten von Trier. Die niedrigeren, in den 1950er-Jahren zweigeschossig wiederaufgebauten Zirkularflügel sind ungegliedert.

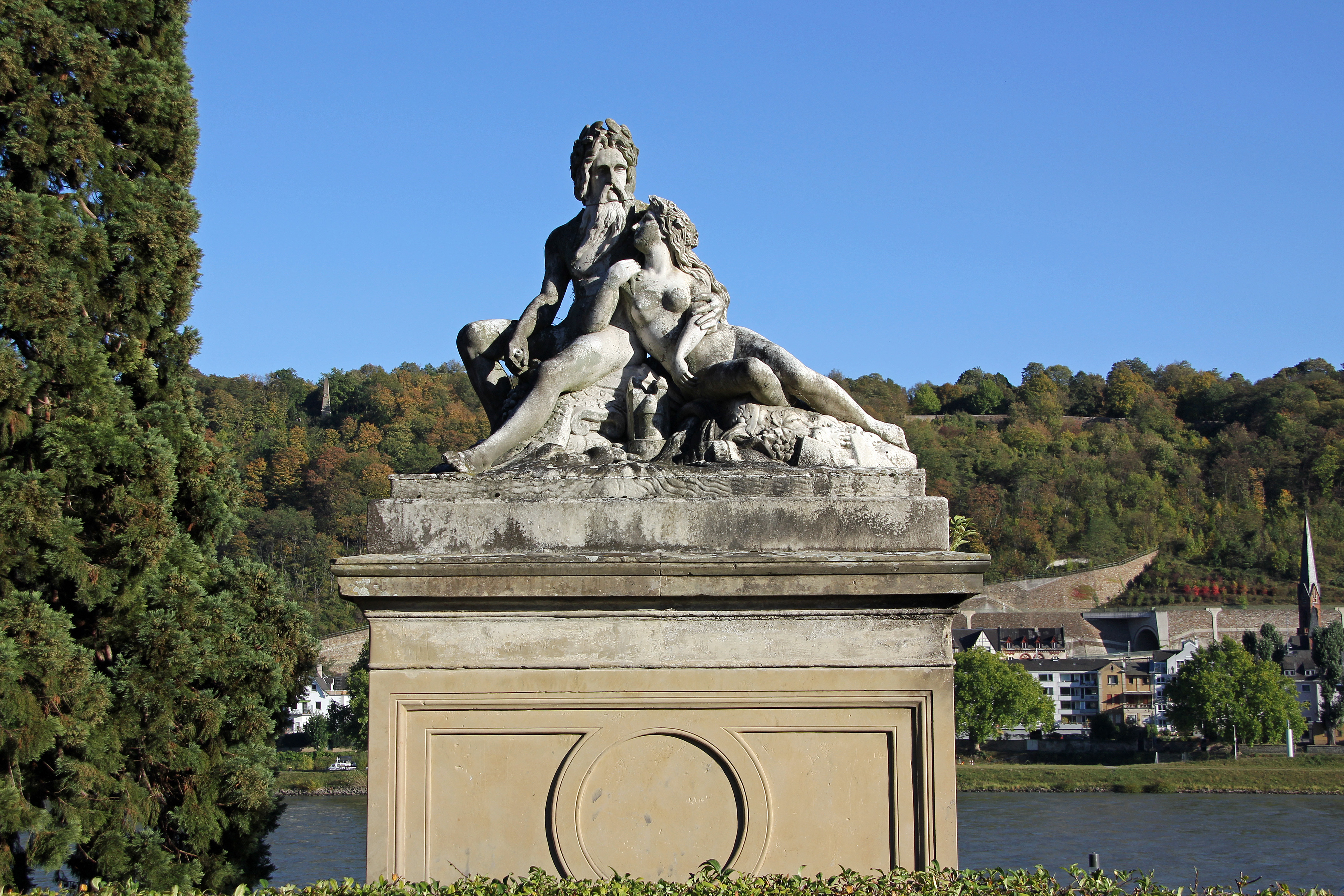
Sandsteinskulptur „Vater Rhein und Mutter Mosel“ im Schlossgarten

Der schlichte und nüchterne Bau ist als Residenz und Stadtschloss errichtet worden. Er ist aber durch die Lage am Rheinufer und die Innenraumdisposition sowohl als Teil der Rheinlandschaft als auch als Bau konzipiert, der die Umgebung in seine Räume mit einbezieht bzw. mitberücksichtigt. Von der Stadt führt der ideale Weg ebenerdig durch Vestibül und Gartensaal in den Schlossgarten am Rheinufer. Die Räume an der Süd- und Ostseite bieten einen prächtigen Blick ins Mittelrheintal. Die Einbeziehung der Landschaft geht auf den Wunsch des Bauherrn zurück. Die durch die Zirkularbauten großzügig wirkende Vorplatzsituation hat ältere Vorbilder, z. B. in den Petersplatzkolonnaden in Rom, dem Neuen Schloss in Bayreuth und dem Schloss Schwetzingen. Mit der Beauftragung französischer Architekten bricht die bisher in Koblenz übliche Orientierung der Architektur am deutschen bzw. fränkischen Barock ab.
Im Garten hinter dem Schloss befindet sich eine von Johann Hartung 1854 geschaffene Sandsteinskulptur, die eine Allegorie von „Vater Rhein und Mutter Mosel“ darstellt.

### Innenausstattung
Für die künstlerische Ausstattung des wiederaufgebauten Schlosses wurde 1951 ein Wettbewerb ins Leben gerufen, wobei der nördliche Treppenaufgang möglichst an die ehemalige Gestaltung anknüpfen sollte. Demgemäß wurde im ersten Stock die Nordwand des Treppenhauses wieder als Rundnische ausgeführt. Der Platz, den vor der Zerstörung des Schlosses eine Zinngussfigur aus dem 19. Jahrhundert innehatte, wurde durch eine Plastik von Emil Krieger mit dem Titel „Kore“ besetzt. Auch die Skulpturen auf den Podesten des Treppenaufgangs in der Eingangshalle, „Europa auf dem Stier“ von Otto Rumpf und „Ross und Reiter“ von Werner Meurer haben die Künstler mit Bezug auf die früher dort positionierten Löwenplastiken geschaffen. In den Nischen der südlichen Durchgangshalle des Erdgeschosses befinden sich allegorisierende Wandmalereien von Rolf Müller-Landau. Die Nischen in der Ostwand des großen Treppenhauses im ersten Obergeschoss gestaltete der Maler Edvard Frank; im nördlichen Nebenraum des Gartensaales im Erdgeschoss befinden sich zwei Bilder des Malers Edgar Ehses. An der Südwand des Treppenhauses im Hauptgebäude wurde ein mit E. K. signiertes Mosaik angebracht. Geschaffen hat dies mit großer Wahrscheinlichkeit der Künstler Eugen Keller. „Die Auswahl der Wettbewerbskommission war geprägt vom Bemühen, eine einheitliche Gestaltung bis hin zur Farbgebung zu gewährleisten. Bei allen Bezügen auf die frühere Ausstattung und die Berücksichtigung der Architektur des Schlosses zeugen diese Werke doch von einer künstlerischen Problemstellung aus ihrer eigenen Zeit heraus.“

## Denkmalschutz
Das Kurfürstliche Schloss ist ein geschütztes Kulturdenkmal nach dem Denkmalschutzgesetz (DSchG) und in der Denkmalliste des Landes Rheinland-Pfalz eingetragen. Es liegt in Koblenz-Altstadt in der Neustadt 24.
Seit 2002 ist das Kurfürstliche Schloss Teil des UNESCO-Welterbes Oberes Mittelrheintal. Des Weiteren ist es ein geschütztes Kulturgut nach der Haager Konvention und mit dem blau-weißen Schutzzeichen gekennzeichnet.